# Lijst van aardobservatiesatellieten
Dit is een onvolledige lijst van aardobservatiesatellieten, ingedeeld naar serie of programma.

## Commercieel
- IKONOS
- QuickBird
- SPOT
- EROS

## Earth Observing System(EOS)
- Aqua (EOS PM-1)
- Aura
- GRACE
- Jason 1
- SeaStar
- Terra (EOS AM-1)

## GOES (Geostationary Operational Environmental Satellite)
- GOES 9
- GOES 10
- GOES 12

## GMS (Geosynchrononos Meteorological Satelliet) / Himawari
- GMS-1 / Himawari-1
- GMS-2 / Himawari-2
- GMS-3 / Himawari-3
- GMS-4 / Himawari-4
- GMS-5 / Himawari-5

## Landsat programma
- Landsat 1
- Landsat 2
- Landsat 3
- Landsat 4
- Landsat 5
- Landsat 6
- Landsat 7
- Landsat 8
- Landsat 9

## Diversen

### Argentijnse Ruimtevaart Organisatie(CONAE)
- SAC-A
- SAC-B
- SAC-C
- SAOCOM

### Duitsland
- SAR-Lupe-1 en SAR-Lupe-2
- TerraSAR-X

### ESA

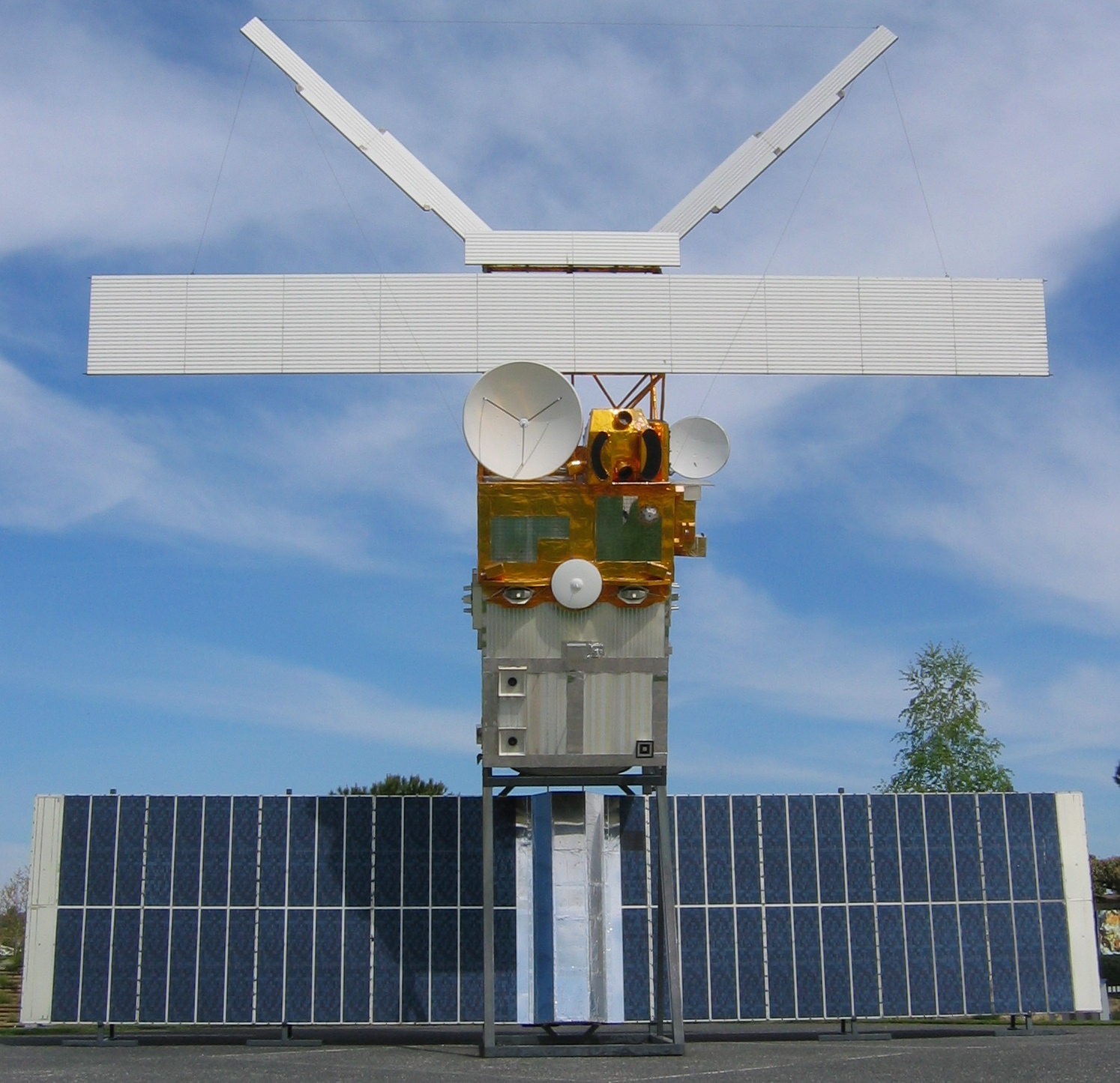
ERS 2

- EarthCARE
- Envisat
- ERS-1 en ERS-2
- GOCE

### ISRO
- IRS P6 (Resourcesat 1) 17 oktober 2003
- IRS P5 (Cartosat 1) 5 mei 2005
- IRS P4 (Oceansat 1) 27 mei 1999
- IRS P3 21 maart 1996
- IRS P2 15 oktober 1994
- IRS P1 (ook wel: IE)(Neergestort als gevolg van mislukte lancering van dragerraket, de Polar Satellite Launch Vehicle, op 20 september 1993)
- IRS 1D 29 september 1997
- IRS 1C 28 december 1995
- IRS 1B 29 augustus 1991
- IRS 1A 17 maart 1988

### Verenigde Staten van Amerika

#### NASA
- TIMED (Thermosphere Ionosphere Mesosphere Energetics and Dynamics)
- TOPEX/Poseidon
- Upper Atmosphere Research Satellite

#### NOAA
- NOAA-4

#### Project Vanguard
- Vanguard 2

### Nationale Academie voor Wetenschappen van de Witrussische Republiek
- BelKA

### Zweedse Nationale Ruimteraad
- Munin

## Meteosat
- Meteosat 5
- Meteosat 6
- Meteosat 7
- Meteosat 8
- Meteosat 9

## RADARSAT serie
- RADARSAT-1
- RADARSAT-2

## TIROS
- TIROS-1
- TIROS-2
- TIROS-3
- TIROS-4
- TIROS-5
- TIROS-6
- TIROS-7
- TIROS-8
- TIROS-9
- TIROS-10

## Meteor serie
- Meteor 1 series
- Meteor 2 series
- Meteor 3 series

## FY (Feng Yun) serie
- FY-1 serie
- FY-2 serie